# Cella Dati
Cella Dati ist eine norditalienische Gemeinde (comune) in der Lombardei mit 476 Einwohnern (Stand 31. Dezember 2023). Die Gemeinde liegt etwa 15,5 Kilometer ostsüdöstlich von Cremona wenige Kilometer nördlich des Po.